# Ferrovia Wädenswil-Einsiedeln
La ferrovia Wädenswil-Einsiedeln è una linea ferroviaria a scartamento normale della Svizzera.

## Storia
I primi progetti per una ferrovia tra Wädenswil, sul lago di Zurigo, ed Einsiedeln, località nota per la sua abbazia, risalgono al maggio 1871.
Nel 1875 si costituì la Actiengesellschaft für die Eisenbahn Wädensweil-Einsiedeln (WE), la quale cambiò ragione sociale nel 1886 in Eisenbahngesellschaft Wädensweil-Einsiedeln.
Per via della ripidità di alcune tratte (fino al 50 per mille) si decise l'adozione di un sistema a cremagliera inventato dall'ingegner Kaspar Wetli. Durante una prova del sistema, nel 1876, vi fu un grave incidente in seguito al quale si decise di eliminare la cremagliera. La linea aprì il 1º maggio 1877.

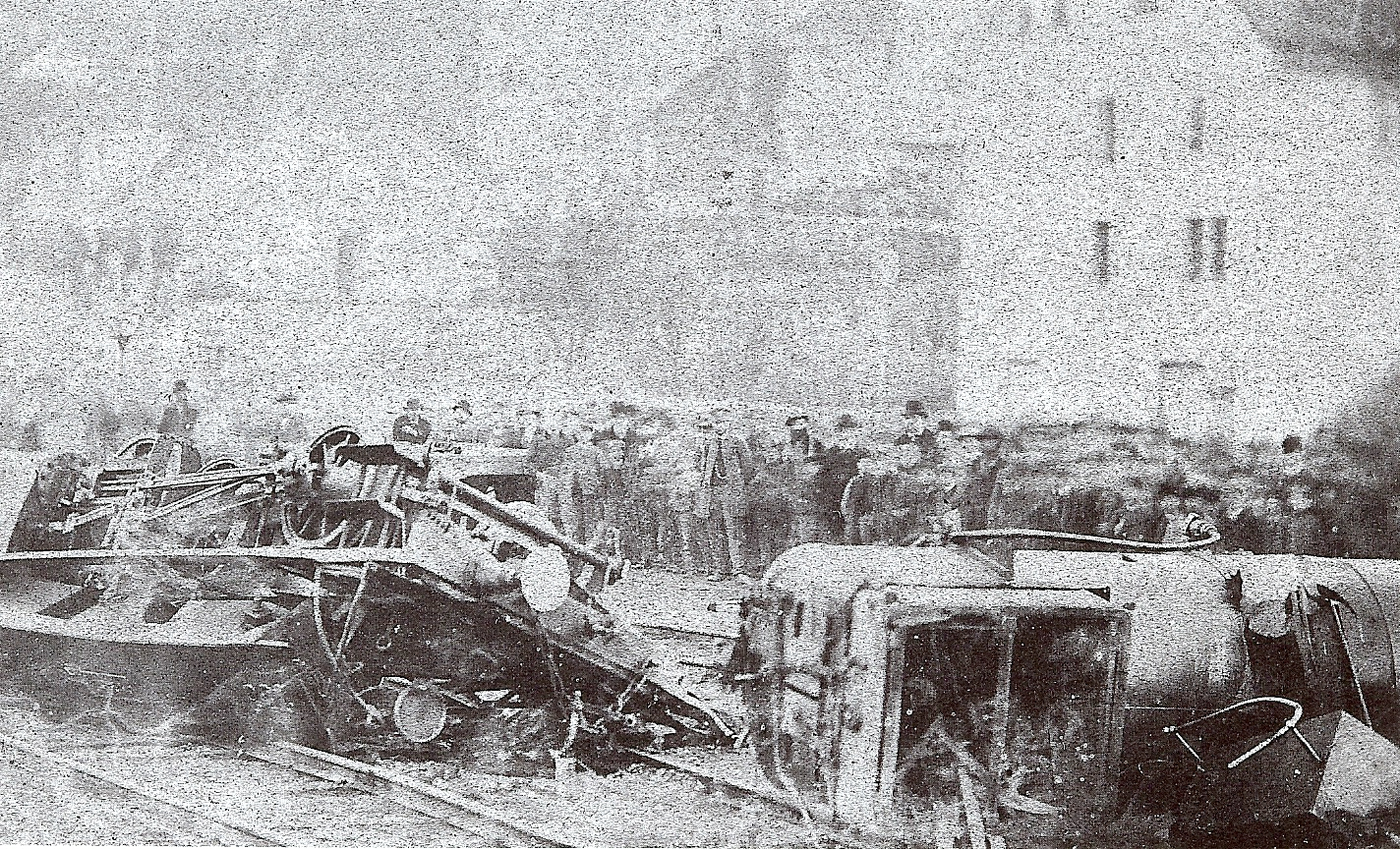
Un'immagine dell'incidente del 1876

Nel 1889 gli azionisti della WE decisero lo scioglimento della società e di conferire la linea nella Schweizerische Südostbahn (SOB), costituitasi il 5 novembre di quell'anno.
La linea, come le altre della SOB, venne elettrificata il 15 maggio 1939, in occasione del cambio d'orario.
Nel 2001 la SOB si è fusa con la Bodensee-Toggenburg-Bahn (BT), mantenendo la ragione sociale originale e spostando la sede sociale da Wädenswil a San Gallo.

## Caratteristiche
La linea, a scartamento normale, è lunga 16,64 km. La linea è elettrificata a corrente alternata monofase con la tensione di 15.000 V alla frequenza di 16,7 Hz; la pendenza massima è del 50 per mille. È a doppio binario tra Samstagern e Schindellegi-Feusisberg: il raddoppio, inaugurato il 28 aprile 1992 dopo tre anni di lavori, è il tratto a doppio binario a scartamento normale più ripido d'Europa.

### Percorso
| Continuation backward |

| Station on track |

|  | Unknown route-map component "ABZgl" | Unknown route-map component "CONTfq" |

| Station on track |

| Unknown route-map component "SKRZ-Ao" |

| Stop on track |

|  | Unknown route-map component "ABZg+l" | Unknown route-map component "CONTfq" |

| Station on track |

| Station on track |

| Non-passenger station/depot on track |

| Station on track |

| Unknown route-map component "CONTgq" | Unknown route-map component "ABZgr" |  |

| Non-passenger station/depot on track |

| Straight track |

| Small arched bridge |

| Unknown route-map component "CONTgq" | Unknown route-map component "ABZg+r" |  |

| End station |

La linea parte da Wädenswil, stazione sulla linea che da Zurigo porta verso Ziegelbrücke. Da lì la linea si dirige in direzione sud-est verso Richterswil, quindi supera l'autostrada A3 prima di immettersi nella ferrovia proveniente da Pfäffikon, con la quale condivide i binari fino a Biberbrugg, toccando Feusisberg. Di lì la linea prosegue verso Einsiedeln.

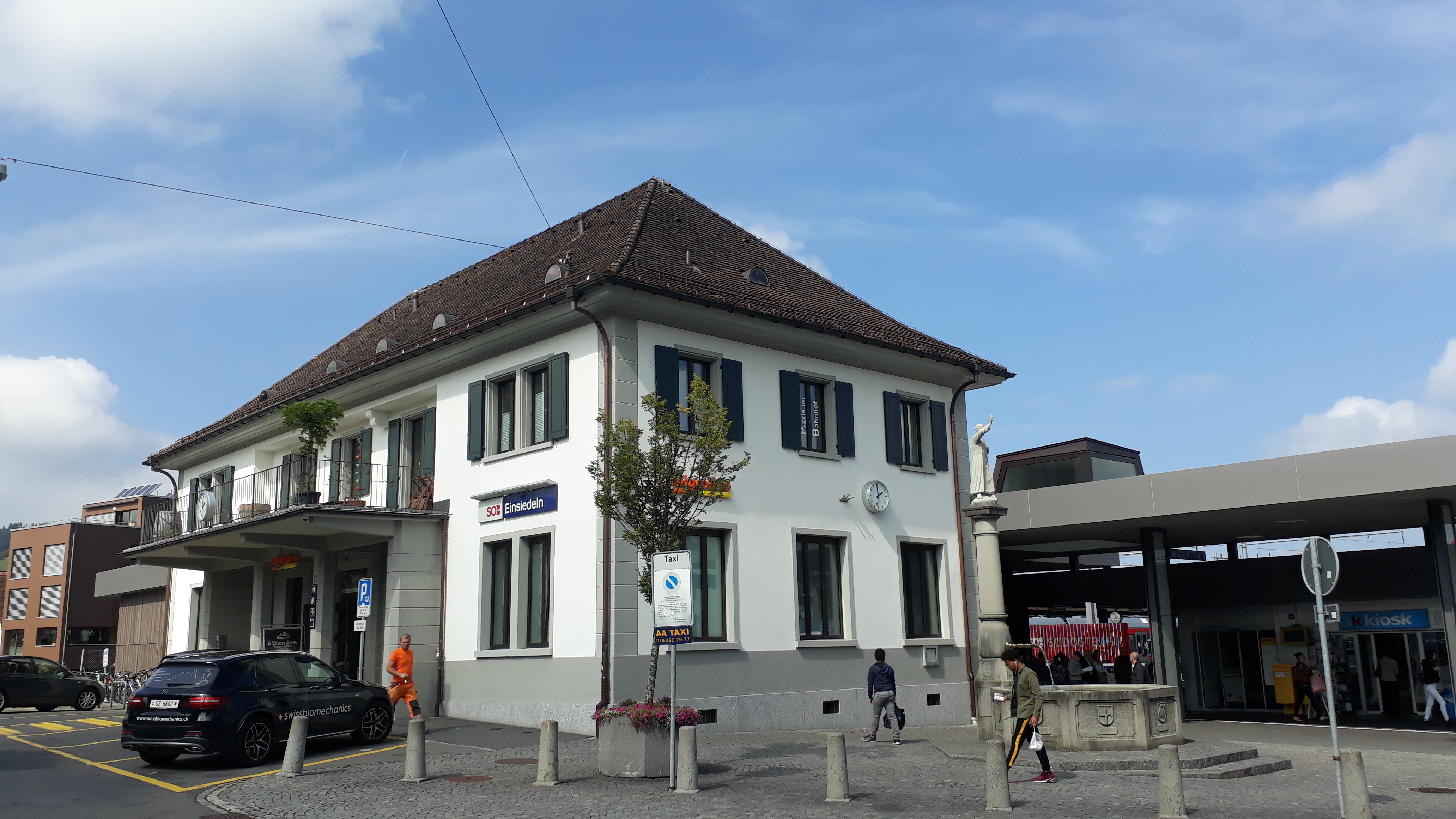
La stazione terminale di Einsiedeln